# راوند اوک (جورجیا)
راوند اوک (به انگلیسی: Round Oak) یک منطقهٔ مسکونی در ایالات متحده آمریکا است که در جورجیا واقع شده‌است. راوند اوک ۱۹۱٫۱۱ متر بالاتر از سطح دریا واقع شده‌است.